# Tanygnathus gramineus
Tanygnathus gramineus là một loài vẹt trong họ Psittacidae.